# Acanthogryllus fortipes
El grillo marrón (Acanthogryllus fortipes) es una especie de grillo del sur de África. Es mayormente de color marrón oscuro y tiene una cabeza grande. Es una especie común en pastos cortos, incluidos hábitats artificiales como céspedes y campos.

## Descripción
Este grillo fornido tiene una longitud corporal de unos 25 mm (1 plg). Tiene una cabeza y un pronoto grandes y anchos. Es de color marrón oscuro, pero tiene áreas color canel detrás de la cabeza, a los lados del protórax y en los márgenes de los élitros (alas anteriores endurecidas). La tibia anterior tiene un espolón apical largo y la tibia posterior tiene ocho espolones largos tanto en el interior como en el exterior. Ambos sexos tienen alas. En las hembras, el ovipositor es 7,5-12 mm (0,3-0,5 plg) de largo, ligeramente más corto que el fémur posterior.

### Cabeza
La cabeza es mayormente negruzca, aunque tiene una banda castaña en el vértice. La cara también es negruzca, con la parte de la boca de color marrón anaranjado y las mejillas anaranjadas.

### Protórax
La parte superior del pronoto está modelada con marrón oscuro y naranja pálido. Los lóbulos laterales son negros en la mitad superior y pálidos en la mitad inferior.

### Alas
Las alas anteriores son marrones pero son pálidas a lo largo de la vena media. Nunca se extienden hasta el final del abdomen. En las hembras se extienden al menos dos tercios del camino hacia abajo del abdomen. Las alas traseras generalmente se extienden un poco más allá de las alas anteriores y rara vez más allá del final del abdomen. También pueden estar completamente ocultos por las alas anteriores.

### Patas
Las patas son de color marrón pálido o marrón rojizo y, a menudo, están manchadas o rayadas con marcas de color marrón más oscuro. La tibia anterior tiene un tímpano exterior grande y un tímpano interior mucho más pequeño. El tarsómero basal mide menos de un tercio de su longitud. Las tibias posteriores son de color marrón oscuro con espolones largos y llamativos. Los fémures posteriores son de color marrón anaranjado con rayas marrones en el exterior.

## Distribución y hábitat
Esta especie se encuentra en Sudáfrica, Zimbabue y Mozambique, donde están presentes en pastos cortos. Son particularmente comunes en paisajes alterados por humanos, como céspedes. También se han encontrado cerca de ríos en reservas de caza, lo que probablemente exhibe su hábitat natural. Si bien es común en partes de Sudáfrica, sobre todo en KwaZulu-Natal, se considera invasivo en otras, como el Parque Nacional Kruger en el norte del país.

## Ecología

### Ciclo vital
Los adultos están presentes entre noviembre y enero. A fines del verano, los adultos son escasos y las ninfas son comunes, lo que sugiere que el apareamiento y la puesta de huevos tienen lugar poco después de que comienzan las lluvias.

### El canto
El canto se compone de entre cuatro y siete (generalmente cuatro o cinco) chirridos de pulso sucesivos. Los machos tienden a agruparse y estridulan, de tal manera que se quedan en silencio cuando sus compañeros los llaman. Los machos que cantan de forma alterna como esta llaman a un ritmo que es un 30-60% más lento que el ritmo al que cantan los machos solitarios. Los machos solitarios también comienzan a llamar de forma alterna cuando se exponen a las llamadas de otros machos. La llamada alternativa solo se observa durante la puesta del sol. Las llamadas pueden superponerse si se realizan durante el día.

### Madrigueras
Tanto las ninfas como los adultos cavan madrigueras profundas para esconderse durante el día. Por la noche, emergen para alimentarse de pasto y posiblemente de otras plantas. Los grillos cosechan pastos y almacenan los recortes cerca de las entradas de sus madrigueras. También los apilan encima de las entradas. Estas madrigueras suelen tener dos entradas, lo que permite que los insectos escapen en caso de que se acerque un depredador.

### Depredación
Se han visto arañas solares entrando en madrigueras en busca de grillos. Presuntamente, otras arañas exhiben un comportamiento similar, ya que se encontró una avispa en una cámara con varias arañas en una madriguera de grillos marrones. Se sabe que al menos dos tipos de avispas pompílidas entran en estas madrigueras.

## Trato con los humanos
El grillo marrón se considera una plaga, especialmente en campos y campos deportivos y alrededor de plántulas jóvenes. A altas densidades, pueden formar grandes extensiones de césped muerto. Se los considera particularmente una especie problemática en los campos de cricket, donde destruyen el césped cuidadosamente mantenido. Un estudio en Zimbabue encontró que los aerosoles y cebos de malatión podrían usarse para controlar a la población en tales áreas causando una mortalidad masiva.